# Les Écorces
Les Écorces é uma comuna francesa na região administrativa de Borgonha-Franco-Condado, no departamento de Doubs. Estende-se por uma área de 9,51 km². Em 2010 a comuna tinha 749 habitantes (densidade: 78,8 hab./km²).